# W.I.T.C.H. (serial)
W.I.T.C.H. este un serial de animație bazat pe seria de benzi desenate cu același nume publicate de Disney Publishing Worldwide. A fost produs de SIP Animation și The Walt Disney Company cu participarea ZDF și Jetix Europe. Serialul urmărește cinci fete—Will, Irma, Taranee, Cornelia și Hay Lin—care au respectiv puteri magice peste elementele clasice eter, apă, foc, pământ și aer, care le folosesc să își îndeplinească datoriile de Gardieni ale Vălului. Este amplasat în orașul fictiv Heatherfield și diverse locuri mitice, în principal Meridian.
Serialul a avut premiera în Statele Unite pe 18 decembrie 2004 și s-a încheiat pe 23 decembrie 2006, unde a fost difuzat ca parte a blocului ABC Kids al ABC, cu redifuzări pe ABC Family, blocurile Jetix ale Toon Disney și Disney Channel. Serialul a avut premiera în Franța pe 3 februarie 2005 pe blocul Toowam al France 3, cu redifuzări pe Jetix, Disney XD și Disney Channel. Internațional, a fost difuzat în principal pe canale deținute de Disney, mai ales pe Jetix.

## Personaje
Will Vandom, deținătoarea inimii Kandrakarului, are 14 ani și s-a mutat la Sheterfield împreună cu mama sa, după ce aceasta și tatăl ei au divorțat. Poate crea fulgere și poate da viață oricărui obiect. Iubitul ei este Matt Olsen. Aceasta are o pasiune pentru animale, în special pentru broscuțe.
Irma Lair are puterea apei, este glumeața grupului și leneșă. Iubitul ei este Joel, bateristul formației Colbalt Blue. Are un frățior mai mic pe nume Christopper și locuiește împreuna cu mama, tata și frățiorul ei cel mic.
Taranee Cook deține puterea focului, se pricepe la matematică și strategii și poate să vorbească prin telepatie cu celelalte fete din grup. Iubitul ei este Nigel, cu care nu are o relație prea bună. Are un frate mai mare pe nume Peter, fostul prieten al Corneliei. Mama lui Taranee este judecătoare, iar la un moment dat s-a simțit obligată să își acuze propria fiică datorită unui jaf, unde Nigel și Taranee au vrut să ajute.
Cornelia Hale are puterea pământului și poate mișca obiectele de la distanță fară să le atingă. Iubitul ei este Caleb și a fost Peter (fratele lui Taranee). Cornelia are 14 ani și frecventeaza aceeași clasă cu Will, locuiește împreună cu surioara ei mai mică Lillian, cu mama, tatăl și cu un motan (Napoleon) care poate vorbi, din dorința lui Lillian care este inima pământului. 
Hay Lin conduce aerul după propria voință, poate să se facă invizibilă, să zboare, iar dacă atinge un obiect poate să simtă cine și când l-a mai atins. Iubitul ei este Erik de care va trebui să se despartă, deoarece acesta se va muta împreună cu părinții lui în alt oraș. Locuiește împreună cu bunica, mama și tatăl ei.
Nerissa este o vrăjitoare bătrână, are aceeași putere ca Will (chintesența). Melissa a fost și ea gardiană. Ea încearcă să se răzbune pe Kandrakar și își dorește să obțină cât mai multă putere, pentru a se reuni cu vechile gardiene și pentru a cuceri dimensiunile. Aceasta are un fiu, războinicul Caleb.
Blunk este un passling care colecționează vechituri și gunoaie și miroase foarte urât. El ajută gardienele cu plăcere întotdeauna, dar foarte des dă de multe probleme.

## Lista episoadelor
Perioadă de difuzare: 2004-2006